# Vince Wallace
James Vincent „Vince“ Wallace (* 15. Juni 1939 in Port Townsend, Washington; † 2. Oktober 2012 in Oakland, Kalifornien) war ein US-amerikanischer Jazz-Saxophonist.

## Leben und Wirken
Wallace wuchs in Kalifornien auf; er lebte zunächst in San Joaquin Valley, dann in Oakland.
1953 entstanden erste Aufnahmen für das Label Black Jack Wayne, dann mit Screamin Mel Dorsey und Chuck Wayne and the Heartbeats; ferner trat er in Country and Western Halls und in Go-Go-Bars auf. In Jimbo’s Bop City in San Francisco spielte er u. a. mit Jazzmusikern wie Eric Dolphy, Paul Chambers, Charles Mingus, Pony Poindexter, Art Blakey und Smiley Winters. 1958 zog er nach Südkalifornien, wo er mit Paul Bley und Marvin Rainwater arbeitete und an den sonntäglichen Jamsessions in The Cascades Club in Belmont Shores mitwirkte. 1966 zog Wallace erneut in die San Francisco Bay Area und spielte bei Norman Williams, der im Juke Box in der Haight Street von San Francisco auftrat. Teile des Songs Bombay Calling von der Band It’s a Beautiful Day stammen von ihm und inspirierten später Deep Purple zu ihrem Song Child In Time. 1970 nahm Wallace drei Alben mit der Fusionband Little John auf, die bei Epic Records erschienen sind. In den 1970er Jahren legte er zwei Alben unter eigenem Namen bei Amp Records vor (Vince Wallace Plays); in den 1980ern etablierte er sonntägliche Sessions in der Schooner Tavern in San Francisco, was zur 1995 Schaffung des Vince's San Francisco Bay Guardian Award für die beste Jamsession führte. In den 2000ern hatte er ein Engagement im Bulldog Coffee Shop in Oakland, arbeitete mit Musikern wie Prince Lasha und Chuck Thompson; ferner veröffentlichte er ein Album mit Larry Vuckovich. 
Wallace, der zwischen 1974 und 2006 bei sechs Aufnahmesessions mitwirkte, starb im Oktober 2012.